# Tzvetanka Dinkova
Tzvetanka Dinkova es una científica mexicana especializada en el estudio de la Bioquímica y Biología Molecular de plantas, es Investigadora Nacional Nivel II por el Sistema Nacional de Investigadores. Es reconocida por ser pionera en el estudio de la regulación del proceso de producción de proteínas (traducción); se ha enfocado en la caracterización de factores traduccionales de plantas con el objetivo de entender su papel durante procesos de desarrollo temprano como la germinación de semillas.
Ha dirigido proyectos multidisciplinarios para el desarrollo de nuevas alternativas tecnológicas, enfocándose en el uso de nanotubos de carbono funcionalizados con aminas como herramienta biotecnológica para hacer de manera más eficiente y rápida la transformación genética de las plantas.
Ha participando en proyectos de vinculación con la Industria Cervecera Mexicana, generando el primer estudio global sobre las proteínas (proteoma) de la cebada, identificando proteínas (hordeinas) que pueden ser relevantes como marcadores moleculares durante la selección de semillas de distintas variedades de cebada para el mejoramiento del proceso de malteo durante la producción de cerveza.

## Trayectoria Académica
En 1989, culminó sus estudios de licenciatura en Bioquímica en la Universidad de La Habana, Cuba. Posteriormente, realizó su doctorado en Ciencias Bioquímicas en la Universidad Nacional Autónoma de México y una estancia postdoctoral en el departamento de Salud Shreveport de la Universidad Estatal de Louisiana. Es Investigadora en el Departamento de Bioquímica de la Facultad de Química, UNAM y Profesora titular en la Facultad de Química, UNAM, impartiendo cursos a nivel Licenciatura y Posgrado sobre Genética y Biología Molecular, Genética Vegetal, Mecanismos de Silenciamiento por RNAs pequeños, entre otros.
Es tutora acreditada en los programas de posgrado de Ciencias Biológicas y Ciencias Bioquímicas de la UNAM, además de participar como Coordinadora del Subcomité Académico del Posgrado en Ciencias Bioquímicas de la UNAM.

## Líneas de Investigación
Sus líneas de Investigación se centran en entender los mecanismos por los cuales las plantas pueden modular la expresión de sus genes, enfocándose principalmente en el desarrollo temprano (embriogénesis) y estrés biótico y abiótico durante el proceso de producción de proteínas (traducción). En paralelo, realiza estudios sobre la regulación genética y epigenética mediada por RNAs pequeños (sRNAs) durante procesos de desdiferenciación celular en la producción de cultivos celulares para la transformación genética de plantas.

## Reconocimientos
- En 1996, fue becaria de la Red Latinoamericana de Botánica (RLB) para estudios de posgrado.[1]
- Ganadora del Premio Weizmann por la mejor tesis doctoral en Ciencias Naturales en el año 2000.[1]
- Ganadora del Premio al Servicio Social Gustavo Baz Prada (2011).[1]

## Publicaciones
Tiene más de 15 publicaciones entre las que destacan:
- Transformation of plant cell suspension cultures with amine-functionalized multi-walled carbon nanotubes, 2016. Ochoa-Olmos, O. E., León-Domínguez, J. A., Contreras-Torres, F. F., Sanchez-Nieto, S., Basiuk, E. V., & Dinkova, T. D. Journal of Nanoscience and Nanotechnology, 16(7), 7461-7471.

- Protein disulfide isomerase (PDI1-1) differential expression and modification in Mexican malting barley cultivars, 2018. Herrera-Díaz, J., Jelezova, M. K., Cruz-Garćia, F., & Dinkova, T. D. PLoS ONE, 13(11).

- The explant developmental stage profoundly impacts small RNA-mediated regulation at the dedifferentiation step of maize somatic embryogenesis, 2019. Juárez-González, V. T., López-Ruiz, B. A., Baldrich, P., Luján-Soto, E., Meyers, B. C., & Dinkova, T. D. Scientific Reports, 9(1).

- Translational enhancement conferred by the 3’ untranslated region of a transcript encoding a group 6 late embryogenesis abundant protein, 2021. Battaglia, M. E., Martínez-Silva, A. V., Olvera-Carrillo, Y., Dinkova, T. D., & Covarrubias, A. A.* Environmental and Experimental Botany, 182.